# Onnagata

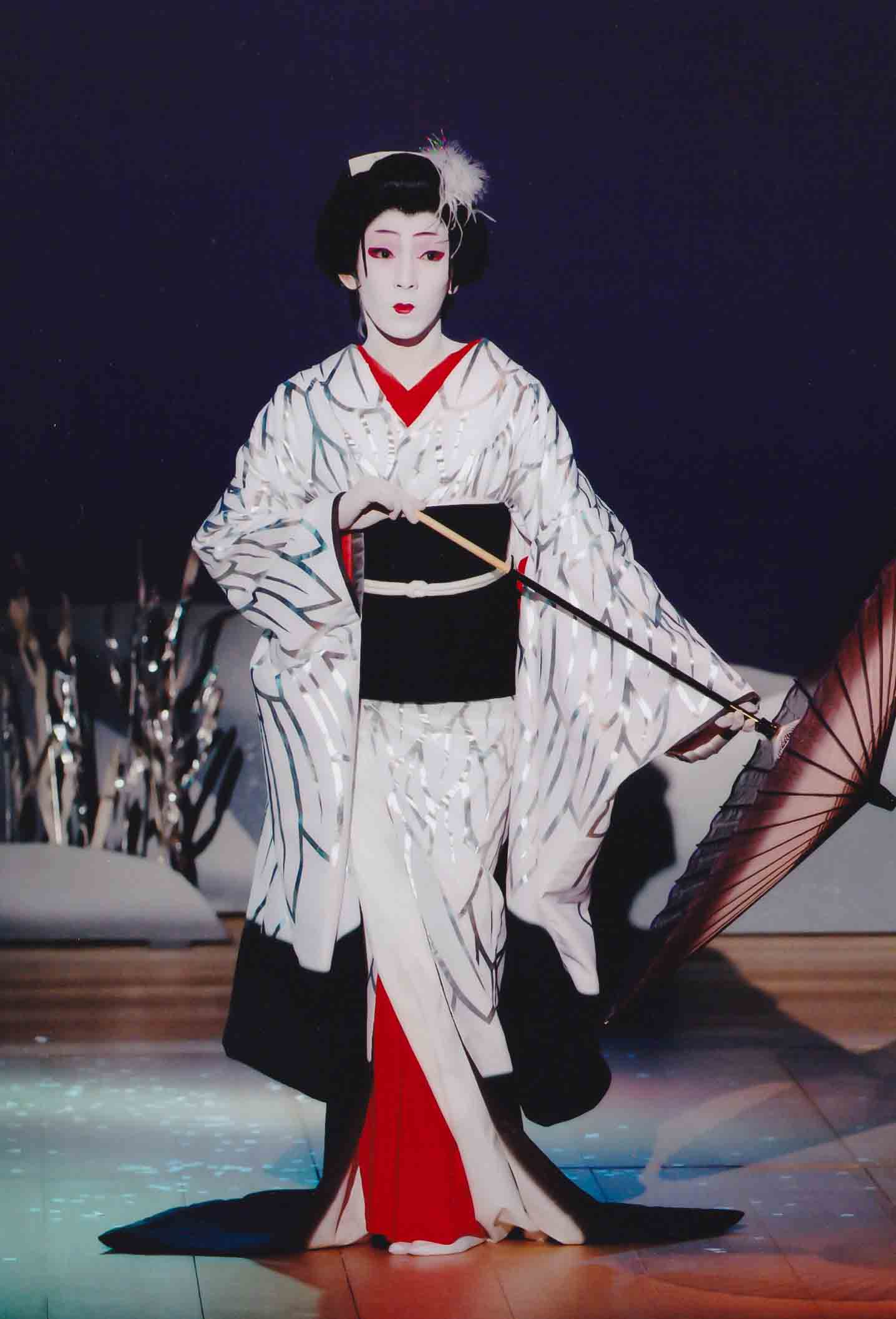

Az onnagata vagy ojama (japánul: 女方, 女形) a japán kabuki színházban a női szerep, valamint a női szerepet játszó férfi.

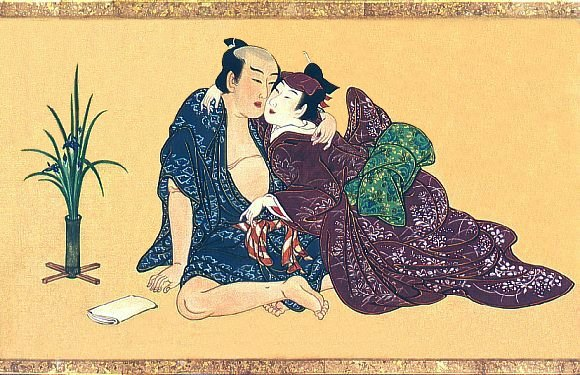
Szamuráj és egy vakasú onnagata. Mijagava Issó, 1750 körül

## Kialakulása, története
A kabuki eredetét egy Okuni nevű táncos papnőnek tulajdonítják, és a társulatok kezdetben kizárólag női színészekből álltak. Ezen színésznők többnyire kurtizánok közül kerültek ki. A női kabuki hamar züllésnek indult és a prostitúció eszközévé vált. 1629-ben hatósági rendelettel tiltották ki a nőket a színpadról. A kabuki ekkorra hatalmas népszerűségre tett szert, és a színésznőket fiatal fiúk váltották fel. Ezek az úgynevezett vakasúk (japánul: 若衆) többnyire serdülő korban lévő fiúk voltak, gyakran fiú prostituáltak. Pártfogóik többnyire kuncsaftjaik is voltak, a darabok sokszor erotikára épültek, néha szexuális aktust is megjelenítve. A kabuki első évtizedei összefonódtak a prostitúcióval és a homoszexualitással. A hatóságok természetesen ezt sem nézték jó szemmel. Ezután a női szerepeket csak felnőtt férfiak játszhatták. A vakasú megmaradt, mint külön szerepkör - a fiatal fiú szerepek. A Meidzsi-korban a nőket tiltó rendeletet megszüntették, ekkorra azonban az onnagata a kabuki elválaszthatatlan részévé vált.

## Az onnagata ma
Bár a Meiji-korban lehetőség nyílt rá, hogy a női szerepeket nők játszhassák, az onnagata mégsem tűnt el. Oly mértékben a kabuki részévé vált, hogy nélküle nem tudott ugyanaz lenni. Szemlélete is lényegesen megváltozott: a japánok szemében az onnagata már nem egyszerűen egy színész vagy szerep, hanem egy tradicionális érték, egy nemzeti kincs. Mikor megindult japánban a filmgyártás, a női szerepeket a filmvásznon is onnagaták játszották, ez a szokás azonban hamar megszűnt, a kabuki társulatok tagjai viszont máig egytől-egyig férfiak.

## Megformálás
Onnagatának lenni nem annyit jelent, hogy a színész női ruhába bújik. A cél egy eszményi nő-kép árnyalt megformálása, gesztusokkal, mimikával, hangváltoztatással. Az onnagata minden mozdulata és reakciója nőiességet áraszt. A színészek kifejezetten erre a játékstílusra specializálódnak és nem - de legalábbis ritkán - láthatók más szerepekben. 
V. Bandó Tamaszaburónak, Japán egyik leghíresebb onnagatájának szavaival: „Egy férfi szemével és érzéseivel játszom egy nőt; mintha egy férfi festene portrét egy nőről. Egy idealizált nőképet próbálok megformálni, mint mikor egy író leírja egy nő érzelmeit egy férfi szempontjából. Nem bemutatok egy nőt, hanem a nő lényegét ábrázolom. Sok tudást felhalmoztam a nőkről. Figyeltem őket: így reagálnak, így érintik meg a hajuk, mikor gondolkodnak. Összegyűjtöttem ezeket a dolgokat és átformáltam.”

## Színészek
Az onnagata színészek kezdetben többnyire fiatal férfi prostituáltak voltak, akik gyakran hétköznapjaikat is nőnek öltözve, nőként viselkedve töltötték. Ennek fényében a női szerepek megformálása testhezálló feladat volt. Mára ez gyökeresen megváltozott, az onnagaták elismert, köztiszteletben álló művészek. Előadásuk tökéletesítése érdekében ma is megesik, hogy egy színész a hétköznapokon is nőiesen viselkedjen, de kevéssé jellemző. A leghíresebb onnagaták ünnepelt sztárok. Filmek, fotóalbumok készülnek róluk, és hatalmas rajongótáboruk van.
A kabuki színpadán a kezdetektől feltűntek kiemelkedő onnagaták, akik mind valami emlékezeteset és maradandót alkottak, ezzel örökre beírták nevüket a kabuki történelmébe.

### Híres onnagaták

#### I. Josizava Ajame
(japánul: 初代 吉沢 菖蒲)
(1673-1729)
A Josizava nemzetség megalapítója. Kiotóban született, férfi prostituáltként kezdte pályafutását. Egy pártfogója segítette, hogy bekerüljön a színház világába. Korának legünnepeltebb onnagatájává vált. Több művésznevet is használt (Josizava Kikunodzsó, Josizava Gonsicsi – ez utóbbit tacsijakuként). 1728-ban játszott utoljára.

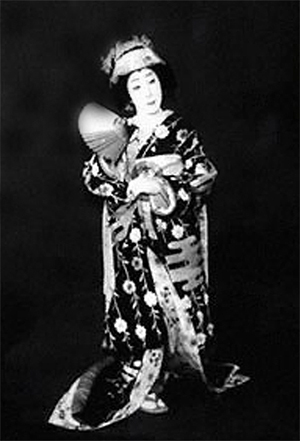
VI. Nakamura Utaemon, 1951.

#### VI. Nakamura Utaemon
(japánul: 六代目中村歌右衛門)
(1917-2001)
A XX. század második felének legjobb onnagatájaként tartják számon.  Karrierje során több mint 500 szerepet játszott. V. Nakamura Utaemon vér szerinti fia. 1922-ben debütált. 1951-ben vette fel apja után az Utaemon nevet. 1968-ban a japán kormány Ningen Kokuhóvá (japánul: 人間国宝) - Élő Nemzeti Kinccsé – nevezte ki. 1996-ban játszott utoljára.

#### V. Bandó Tamaszaburó
(japánul: 五代目 坂東 玉三郎)
1950-ben látta meg a napvilágot. Nem színész családba született, XIV. Morita Kanja fogadta fiává.  1957-ben debütált. 1964-ben vette fel a Tamaszaburó nevet. Jelenleg Japán legnépszerűbb onnagatája. 2012-ben Ningen Kokuhó címet kapott. Apja után felvehetné a XV. Morita Kanja nevet, de ő többször azt nyilatkozta, erre nem fog sor kerülni.

#### Szaotome Taicsi
(japánul: 早乙女太一)
Nem kabuki színész, de onnagataként mindenképp említésre méltó. 1991-ben született, apja a gekidan sudzsaku taisú engeki társulat vezetője. Fiatal kora ellenére óriási sikereket ért el onnagataként. Férfi szerepeket is játszik – az utóbbi időben többnyire -, különböző színpadi előadásokban, valamint filmekben is látható.

## Külső hivatkozások
- Kutatói blog kabuki témában